# Japanische Badmintonnationalmannschaft
Die japanische Badmintonnationalmannschaft repräsentiert Japan in internationalen Badmintonwettbewerben.

## Teilnahme an Welt- und Kontinentalmeisterschaften
| Thomas Cup - Thomas Cup 1964 – Halbfinalist (4./5.) - Thomas Cup 1967 – Finalrunde (3.) - Thomas Cup 1970 – Finalist Asienzone - Thomas Cup 1979 – Halbfinalist - Thomas Cup 1982 – 5./6. - Thomas Cup 1984 – 7./8. - Thomas Cup 2004 – 5./8. - Thomas Cup 2006 – Viertelfinalist - Thomas Cup 2008 – Viertelfinalist - Thomas Cup 2010 – Halbfinalist | Uber Cup - Uber Cup 1966 – Sieger - Uber Cup 1969 – Sieger - Uber Cup 1972 – Sieger - Uber Cup 1975 – Finalist - Uber Cup 1978 – Sieger - Uber Cup 1981 – Sieger - Uber Cup 1986 – 4. - Uber Cup 1988 – 4. - Uber Cup 1990 – Halbfinalist - Uber Cup 2004 – Halbfinalist - Uber Cup 2006 – Viertelfinalist | Sudirman Cup - Sudirman Cup 1989 – 7. - Sudirman Cup 2001 – 8. - Sudirman Cup 2005 – 10. - Sudirman Cup 2007 – 9. |

## Bekannte Nationalspieler
| Männer - Shō Sasaki - Shoji Sato - Ken’ichi Tago - Keita Masuda | Frauen - Eriko Hirose - Ai Goto - Sayaka Sato - Mizuki Fujii - Reika Kakiiwa - Miyuki Maeda - Satoko Suetsuna - Mami Naito - Shizuka Matsuo |